# Jon Dette

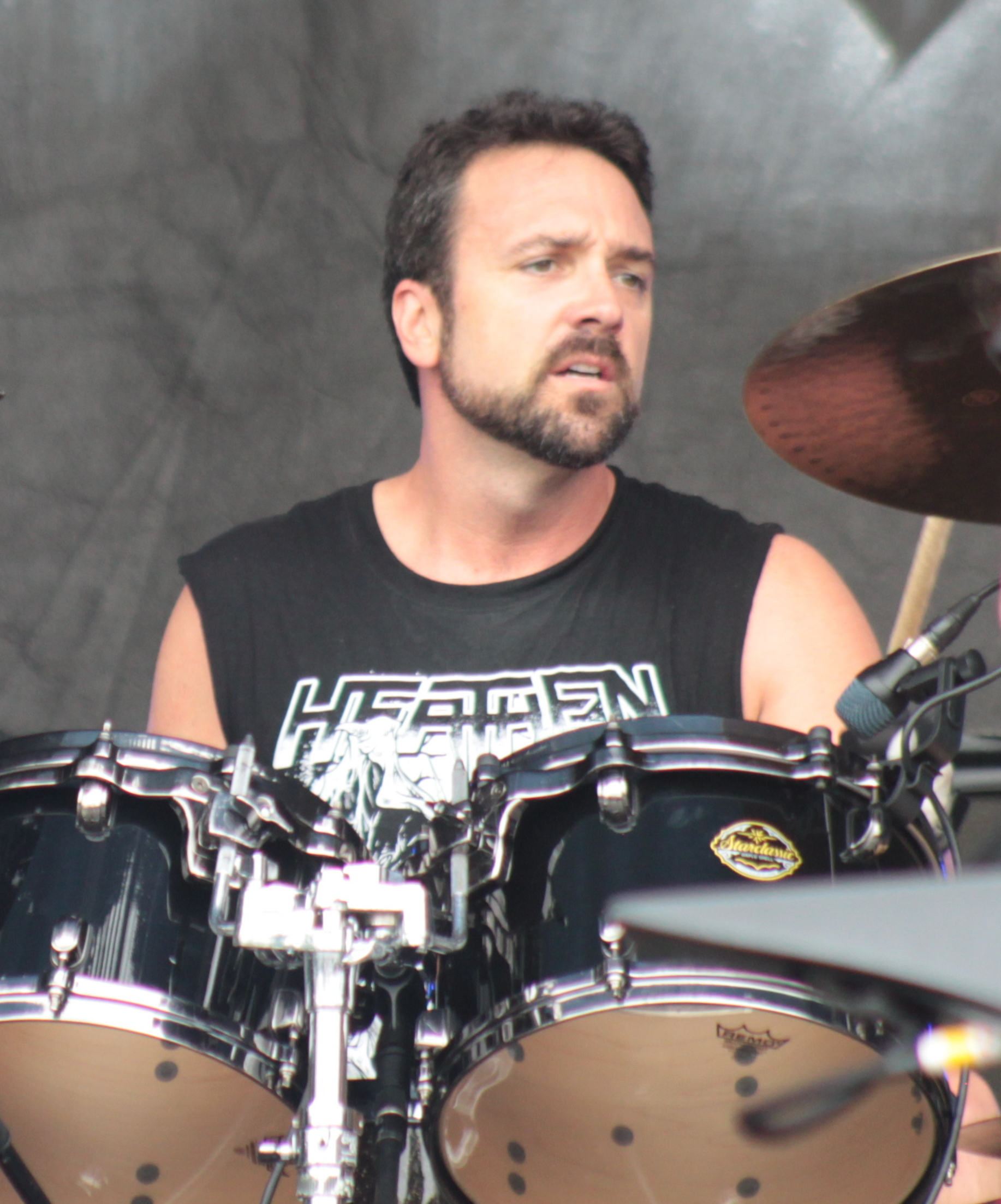
Jon Dette mit Heathen beim Hellfest 2013.

Jonathan Dette (* 19. April 1970 in San Diego, Kalifornien) ist ein US-amerikanischer Schlagzeuger. Er ist Mitglied der Band Impellitteri und spielte zuvor unter anderem in den Bands Slayer, Testament und Meshiaak.

## Werdegang
Inspiriert von Anthrax-Album Fistful of Metal begann der in Encinitas aufgewachsene Dette im Alter von 14 Jahren mit dem Schlagzeug spielen. Er schloss im Jahr 1988 die High School ab und zog nach Hollywood, um am Musicians Institute zu studieren. Im Jahr 1990 gründete er die Band Apocalypse, bevor er im Jahr 1993 bei EvilDead einstieg. Mit dieser Band nahm er jedoch nur das 1994 veröffentlichte Demo Terror auf. Im gleichen Jahr übernahm er von John Tempesta den Posten des Schlagzeugers bei Testament, wo er auf dem Live-Album Live at the Fillmore zu hören ist. Außerdem hatte Dette mit der Band einen kleinen Auftritt in dem Film Strange Days.
1995 verließ Dette Testament wieder und stieg bei Slayer ein. Er spielte zahlreiche Konzerte mit der Band und ist in dem Musikvideo für das Lied I Hate You zu sehen. Als Slayer mit dem Songwriting für ihr Album Diabolus in Musica begannen, wurde Dette wegen kreativer Differenzen gefeuert und wurde durch seinen Vorgänger Paul Bostaph ersetzt. Dette kehrte zu Testament zurück, musste aber nach einem Streit mit dem Sänger Chuck Billy die Band wieder verlassen. Mit der EvilDead-Nachfolgeband Terror spielte Dette im Jahr 1997 das Album Hijos de los Cometas ein, fand aber bei der Veröffentlichung keine Erwähnung. Daraufhin arbeitete er im Management eines Industrieunternehmens. Dette spielte kurzzeitig in Bands wie Pushed und HavocHate und arbeitete mit Stewart Copeland zusammen. Im Jahr 2011 schloss er sich der Band Killing Machine an und spielte einige Konzerte für die Band Heathen als Ersatz für Darren Minter.
Im November 2012 half Dette der Band Anthrax während ihrer Europatournee aus, da deren Schlagzeuger Charlie Benante aus persönlichen Gründen verhindert war. Am 22. Februar 2013 verkündeten Slayer, dass Dette Dave Lombardo aufgrund finanzieller Konflikte auf der anstehenden Australien-Tour ersetzen werde. Darüber hinaus half Dette im Sommer 2013 bei der Band Heathen auf deren Europatournee aus. Weitere Auftritte als Gastschlagzeuger hatte er mit Iced Earth und Impellitteri. Im Jahr 2015 wurde Dette festes Mitglied bei Impellitteri sowie der australischen Band Meshiaak. Mit letzterer veröffentlichte er ein Jahr später das Debütalbum Alliance of Thieves. Im Mai 2017 trennten sich Meshiaak von Dette, da es aufgrund der großen Entfernung zwischen Australien und den USA nicht möglich war zu proben.
Im Januar 2022 sprang Jon Dette bei Volbeat während ihrer Co-Headlinertournee mit der schwedischen Band Ghost ein, nachdem ihr Schlagzeuger Jon Larsen positiv auf COVID-19 getestet wurde.

## Diskografie
| mit Animetal USA - 2012: W mit Stewart Copeland - 2006: EarDrum | mit Impellitteri - 2015: Venom mit Meshiaak - 2016: Alliance of Thieves | mit Terror - 1997: Hijos de los Cometas mit Testament - 1995: Live at the Filmore |